# Tim Hagans
Tim Hagans (født 19. august 1954 i Dayton, Ohio, USA) er en amerikansk trompetist, komponist og arrangør. Hagans er bedst kendt for sit medlemskab i Stan Kentons bigband fra 1974 til 1978. Han har også spillet med Thad Jones' bigband, Ernie Wilkins, Sahib Shihab, Radioens big band, det Svenske Radio big band og Blue Wisp big band.